# Суходолы (Львовская область)
Суходолы (укр. Суходоли) — село в Бродовской городской общине Золочевского района Львовской области Украины.
Население по переписи 2001 года составляло 674 человека. Занимает площадь 1,346 км². Почтовый индекс — 80641. Телефонный код — 3266.